# Quảng Nghĩa (thị xã)
Quảng Nghĩa là một thị xã cũ của tỉnh Nghĩa Bình, Việt Nam.
Thị xã được thành lập vào năm 1975 trên cơ sở hợp nhất thị xã Quảng Ngãi và huyện Tư Nghĩa.
Phía Bắc giáp huyện Sơn Tịnh (ranh giới là sông Trà Khúc), phía Nam giáp 2 huyện Mộ Đức và Nghĩa Minh, phía Đông giáp Biển Đông, phía Tây giáp huyện Sơn Hà.
Khi hợp nhất, thị xã Quảng Nghĩa có 4 phường: Lê Hồng Phong, Nguyễn Nghiêm, Trần Hưng Đạo, Trần Phú và 13 xã: Nghĩa An, Nghĩa Điền, Nghĩa Dõng, Nghĩa Hà, Nghĩa Hiệp, Nghĩa Hòa, Nghĩa Kỳ, Nghĩa Lâm, Nghĩa Lộ, Nghĩa Phương, Nghĩa Thắng, Nghĩa Thương, Nghĩa Trung.
Ngày 24 tháng 3 năm 1979, chia xã Nghĩa Lộ thành hai xã lấy tên là xã Nghĩa Phú và xã Nghĩa Chánh.
Ngày 23 tháng 4 năm 1979, đổi tên xã Nghĩa Phú thành xã Nghĩa Lộ.
Như vậy, đơn vị hành chính của thị xã Quảng Nghĩa gồm 4 phường: Nguyễn Nghiêm, Trần Phú, Lê Hồng Phong, Trần Hưng Đạo và 14 xã: Nghĩa An, Nghĩa Chánh, Nghĩa Điền, Nghĩa Dõng, Nghĩa Hà, Nghĩa Hiệp, Nghĩa Hòa, Nghĩa Kỳ, Nghĩa Lâm, Nghĩa Lộ, Nghĩa Phương, Nghĩa Thắng, Nghĩa Thương, Nghĩa Trung.
Ngày 24 tháng 8 năm 1981, thị xã Quảng Nghĩa được chia lại thành thị xã Quảng Ngãi và huyện Tư Nghĩa:
- Thị xã Quảng Ngãi có 4 phường: Lê Hồng Phong, Nguyễn Nghiêm, Trần Phú, Trần Hưng Đạo và 5 xã: Nghĩa Chánh, Nghĩa Dõng, Nghĩa Dũng, Nghĩa Lộ, Quảng Phú.
- Huyện Tư Nghĩa có 11 xã: Nghĩa An, Nghĩa Điền, Nghĩa Hà, Nghĩa Hiệp, Nghĩa Hòa, Nghĩa Kỳ, Nghĩa Lâm, Nghĩa Phương, Nghĩa Thắng, Nghĩa Thương, Nghĩa Trung.

Cũng trong năm này, huyện Nghĩa Minh được tách thành 2 huyện Nghĩa Hành và huyện Minh Long, huyện Phước Vân được tách thành 2 huyện là Tuy Phước và Vân Canh, huyện Hoài Ân được tách thành 2 huyện là Hoài Ân và An Lão, huyện Tây Sơn được tách thành 2 huyện là Tây Sơn và Vĩnh Thạnh.